# Ведмеже (село)
Ведме́же — село в Україні, в Сумській області, Роменському районі (колишній Талалаївський район). Населення становить 603 особи. Входить до складу Роменської міської громади. До 2020 орган місцевого самоврядування — Рогинська сільська рада.

## Географія
Село Ведмеже розташоване на лівому березі річки Ромен, вище за течією на відстані 1 км розташоване село Галка, нижче за течією на відстані 2,5 км розташоване село Рогинці, на протилежному березі — села Посад та Великі Бубни.
По селу протікаюсть струмки, що пересихають із загатами, навкіл села багато іригаційних каналів.

## Історія
12 червня 2020 року, відповідно до розпорядження Кабінету Міністрів України № 723-р «Про визначення адміністративних центрів та затвердження територій територіальних громад Сумської області», село увійшло до складу Роменської міської громади.
19 липня 2020 року, в результаті адміністративно-територіальної реформи та ліквідації Роменського району(1930—2020), увійшло до складу новоутвореного Роменського району.

## Політика

### Парламентські вибори, 2019
На позачергових парламентських виборах 2019 року у селі функціонувала окрема виборча дільниця № 590532, розташована у приміщенні будинку культури.
Результати
- зареєстровано 280 виборців, явка 60,36%, найбільше голосів віддано за «Слугу народу» — 42,77%, за Всеукраїнське об'єднання «Батьківщина» — 10,84%, за «Опозиційний блок» — 10,24%[3]. В одномандатному окрузі найбільше голосів отримав Максим Гузенко (Слуга народу) — 37,80%, за Ігоря Шкурата (самовисування) — 15,85%, за Віктора Ладуху (Всеукраїнське об'єднання «Батьківщина») — 14,63%[4].

## Економіка
- Молочно-товарна ферма (зруйнована).
- «Ромен», ПП.
- Державний заклад «Сульське дослідницьке поле», підрозділ Національної академії аграрних наук України.

## Соціальна сфера
- Школа.
- Будинок культури.

## Пам'ятки
- Загальнозоологічний заказник Ведмежівський — болотний масив у заплаві р. Ромен за західною околицею с. Ведмеже. Болотний масив, що після часткового видобування торфу і осушення перебуває в стадії відновлення, слугує місцем збереження рідкісних, занесених до Червоної книги України видів тварин, серед яких — видра, горностай, журавель сірий та інші, і сприяє підтриманню гідрологічного режиму території та повноводності р. Ромен. Має особливу природоохоронну, наукову, естетичну, освітньо-виховну і пізнавальну цінність.
- Братська могила радянських воїнів[d];

## Відомі люди
- Косяровський Іван Матвійович[ru] (1760 — 1860-ті) — дід письменника Миколи Васильовича Гоголя (1809—1852), батько його матері Марії Іванівни Гоголь-Яновської (1791—1868); поручик Лейб-гвардії Ізмайлівського полку (після втрати одного ока вийшов у відставку), поштмейстер міста Орла, міста Харкова та міста Лохвиці, чиновник VII класу (надвірний радник).
- Бойко Микола Іванович (1931—1989) — буровий майстер, Герой Соціалістичної Праці.
- Харченко Леонід Аполлонович (1946) — український медик.
- Демченко Тамара Павлівна (1948) — кандидат історичних наук, доцент кафедри історії та археології України Навчально-наукового інституту історії, етнології та правознавства імені О. М. Лазаревського.